# Кёпеникская кровавая неделя
Кёпеникская кровавая неделя (нем. «Köpenicker Blutwoche») — неделя арестов, пыток и убийств, совершённых штурмовыми отрядами в период между 21 и 26 июня 1933 года в берлинском районе Кёпеник. По мнению пришедших к власти национал-социалистов, в традиционно рабочем районе Кёпеник проживало большое количество коммунистов и евреев.
Операция была спланирована штурмбанфюрером СА Гербертом Герке. В чёрном списке штурмовиков оказалось более пятисот жителей Кёпеника, которым отомстили тем самым за то, что они не голосовали за партию Гитлера на выборах в рейхстаг 5 марта 1933 года, отказались праздновать 1 мая, объявленное Гитлером и Геббельсом «Немецким днём труда». Штурмовики врывались в квартиры, пивные, забирали людей по спискам и жестоко расправлялись с жертвами в трактирах Demuth, Seidler и Jägerheim, бывшем водном дворце спорта Рейхсбаннера и тюрьме районного суда. Большинство из 23 погибших являлись членами КПГ или СДПГ и беспартийными евреями, в том числе слесарь Пауль фон Эссен (СДПГ), машиностроитель Эрих Яницки (КПГ), экс-премьер-министр Мекленбурга Иоганнес Штеллинг (СДПГ) и беспартийный химик, д-р Георг фон Эппенштейн. Не все имена погибших сохранились, 70 человек пропали без вести.
В 1947 и 1948 годах в земельном суде Берлина в Моабите и в 1950 году в земельном суде Восточного Берлина состоялись судебные процессы над участвовавшими в Кровавой неделе бойцами штурмовых отрядов. В ГДР в 1950 году 16 преступников приговорили к смертной казни. В память о трагических событиях лета 1933 года на одной из площадей Кёпеника установлена мемориальная экспозиция «Кёпеникская кровавая неделя в июне 1933 года».

## В культуре
Кёпеникской кровавой неделей заканчивается первая глава видеоигры Through the Darkest of Times, в которой игрок возглавляет одну из ячеек антинацистского движения Сопротивления. Если действия ячейки были неэффективны или слишком подозрительны для СА, то герой становится одним из жертв этой кровавой недели. Если же игрок успешно завершил главу, то герой становится лишь одним из свидетелей резни.